# Bandstaartbananeneter
De bandstaartbananeneter (Crinifer zonurus) is een vogel uit de familie Musophagidae (toerako's).

## Verspreiding en leefgebied
Deze soort komt voor in Tsjaad en westelijk Soedan, Eritrea en Ethiopië, zuidelijk tot noordoostelijk Congo-Kinshasa en noordwestelijk Tanzania.